# 臨時教育会議
臨時教育会議（りんじきょういくかいぎ）は、1917年に公布された臨時教育会議官制（大正6年9月21日勅令第152号）に基づき内閣に設置され、内閣総理大臣の諮詢に応じて教育に関する重要事項を調査審議することを所掌事務とした諮問機関。当時の岡田良平文部大臣が第一次世界大戦後の学校制度改革を強力に進めるために主導して設置された。1919年5月に廃止。同時に答申の実行策を審議する臨時教育委員会を設立した。
1917年10月1日に第1回総会が開かれ、1919年3月28日の第30回総会をもって終了した。教育制度全般について審議を行い、1.小学校 2. 男子高等普通教育 3.大学教育及び専門教育 4.師範教育 5.視学制度 6.女子教育 7.実業教育 8.通俗教育 9.学位制度 の諮問を受けた九つの課題についてその改善方策を答申した。その他、二つの建議が行われた。

## 答申の内容

### 小学教育
- 答申1（1917.10.25）

概要
1. 市町村小学校教員俸給の補助を行うこと。支出額はその半額を目標とすること。
2. 政府は教員の増俸を行うと同時に市町村の負担を軽減することなどを希望。

その後の成果
市町村義務教育費国庫負担法（大正7年3月27日法律第18号）が成立。
- 答申2（1917.12.6）

概要
1. 小学校教育において国民道徳教育を徹底し、帝国臣民としての根幹を養うことに尽力すること。児童身体の健全なる発達のための方策を講じること。児童の理解と応用の力を養うことを主とし、知識の詰め込みの弊風を改めること。諸般の施設、教育の方法について、画一化を避け地方の実情に適切に対応すること。
2. 小学教員の資質の改善のため次の事項を実施すること。(1) 小学教員の教育者精神を充実し、その徳操の向上と学力の進歩のため、教員の昇進等の基準を明確にし、人物尊重の趣旨を貫徹すること。また教員講習の方法を改善し、正教員に対して適当な考試を行い特別の資格を与える制度を設けること。(2) 師範学校の教育は第一部[10]を主とし、第二部[11]も存置する。教員を優遇し、優良な生徒を得る方策を講じること。また附属小学校を改善して地方の実情に適切な施設を攻究し、当該地方において模範規範となるよう務めること。その具体的な方策については高等師範教育と共に攻究すること。
3. 視学機関を完備し小学教育の指導監督に万全を期すこと。
4. 補習教育を義務とすることは時期尚早であるが、その内容を改善しその普及発達を図ること。
5. 義務教育年限の延長を希望するが、地方経済の現状から時期尚早であると認める。

- 答申3（1918.5.1）

概要
1. 尋常小学校の課程を整理して児童心理の発達に適応させ、特に第5学年より児童の負担が激増する現制度を改正すること。また国史に重きを置き、その教授法を改善して国民道徳に資するよう務めること。
2. 高等小学校の教科目は選択の範囲を広くし、教科目の内容に関しても十分裁量を加えて、地方の実情に適切な教育を施すよう務めること。
3. 小学校児童に対して学校及び家庭において中学校受験教育に力を注ぐ弊風を是正し、児童に過度な心労を与えないように務めること。
4. 学校教育の効果を挙げるため、学校と家庭との連絡、学校と社会との協力に関して、一層適切な方法を攻究すること。

その後の成果
- その後、地・歴が分離され、授業時間数を増加した。

### 男子高等普通教育
- 答申1（1918.1.17）

概要
1. 高等学校は高等普通教育を授ける所である。
2. 高等学校の修業年限を3年とする。
3. 高等学校第1学年の入学資格者として中学校第四学年修了者を認める。
4. 高等学校は官立、公立、私立（財団法人立）とする。
5. 高等学校は単独でも、尋常科4年高等科3年合計修業年限7年制でも設立できる。
6. 高等学校（7年制高等学校高等科を含む、以下同じ）の学科は文科、理科とする。
7. 高等学校の第二外国語は随意科目とする。
8. 高等学校第3学年の卒業者には帝国大学入学資格を与える。
9. 高等学校第3学年の上に修業年限一年の課程をおくことができ、その課程をおえた者には相当の称号を与える。
10. 7年制高等学校の尋常科並びに中学校には予科を置くことができる。
11. 現行の高等学校令・高等中学校令は廃止する。
12. 中学校の修業年限は現行（5年）のままとする。

- 答申2（1918.5.1）

概要
1. 高等普通教育の教員に対し精神的・物質的な優遇措置を講じ、その徳操・学識能力を高めるため適当な方策を実施すること。そのため国庫の支出も必要と認める。
2. 高等普通教育においては「教育勅語」の精神を徹底し、国家の中堅たるべき人物の陶冶に尽力すること。
3. 高等普通教育では一層各学科の連絡統一を図り理解力と独創力の啓発に努めること。また上級学校の入学準備に汲々とした弊風を改め、高等普通教育の本旨の実現に努めること。
4. 中学校の学科課程を整理し、特に上級の学科目の選択を広げたり、また分科制の導入を認めるなど、地方の実情に応じて実際生活な一層適切な教育を施すこと。
5. 中学校の教授要目を改定し、教科書の編纂に工夫できる余地を与えるとともに、模範教科書を編纂すること。
6. 中学校の外国語として英語のほかにドイツ語またはフランス語を奨励すること。
7. 中学校高等学校の入学において俊才は年齢にかかわらず速進の道を開くこと。
8. 青年時代に家庭及び社会からの影響が大きいため、高等普通教育において学校と家庭との協力、課外の読物の選択については十分に注意を行うこと。
9. 高等普通教育の改善のため、健全な国民思想の源泉である学術文芸の振興を図ることは急務であること。
10. 高等普通教育の改善のため、その他教員養成、視学制度に関し別に考究する必要があること。⇒ 師範教育答申・視学制度答申参照

その後の成果
1. 答申に添った制度改革が行われた。
2. 高等学校令（大正7年12月6日勅令第389号）が制定され、従来の大学予科の性格が改められ、高等普通教育の完成機関として位置づけられた。
3. 私立の場合は基本財産50万円以上の財団法人に設置を認めた。

### 大学教育及び専門教育
- 答申（1918.6.22）

概要
1. 大学の分科は、文科、理科、法科、医科、工科、農科、商科等とする。
2. 大学は総合制を原則とするが、単科制も認める。
3. 分科大学は国家に必須の学術を教授し、その奥義の考究を目的とすること。
4. 分科大学の在学年限は3年以上とし、医学科は4年以上とする。
5. 分科大学の入学資格は原則として高等学校卒業者とするが、大学の状況によりそれと同等以上の学力がある者を認めることができる。
6. 大学には特別の理由があれば予科を置くことができる。
7. 大学予科の修業年限は、入学資格を中学校第4学年修了の場合は3年、中学校卒業とする場合は2年とする。
8. 大学予科の定員は、当該大学にその予科卒業生の収容可能数を限度とする。
9. 分科大学に研究科を置き分科大学卒業生に引続き研究に従事させることができる。また分科大学で適当と認める者を収容して研究に従事させることができる。1分科大学の研究科に入ったものは他の分科大学でも必要とする研究を行うことができる。
10. 分科大学の研究科を総合して大学院とし各研究科間の連絡を保つものとする。
11. 分科大学には、学術の奥義を考究するために必要な設備を整えること。
12. 大学は官立及び財団法人（私立）の設立とするが、特別の事情がある場合は公共団体の設立も認めること。
13. 公共団体及び財団法人の経営する大学は文部大臣が担当となり勅裁を得ること。
14. 公共団体及び財団法人の経営する大学は文部大臣が監督すること。
15. 財団法人が大学を経営する場合は、大学を維持する十分な資産、設備、相当数の専任教員を備えること。
16. 財団法人が経営する大学を統括する者、その教育に当たる者の任用については文部大臣の認可を得ること。その認可は文部大臣が必要と認める場合は取り消すことができる。
17. 帝国大学分科大学の教授、助教授の俸給を増額すること。
18. 帝国大学分科大学の教授に停年制を設け、停年制により退職する教授に退職俸を支給すること。
19. 学年の始まりを4月とすること。
20. 専門学校については概ね現行制度によるものとする。

希望事項
1. 大学においては人格の陶冶、国家思想の涵養に一層努めることを望む。
2. 大学においては学生の受動的学習の風を改め、能動的に研究に励むよう教授が指導する方針を取るよう望む。
3. 成るべく学級制を廃して科目制とし、学生の選択する科目を学習できる途を開くことを望む。
4. 科目の種類によっては並行講義の制度を設けることを望む。
5. 大学において学士の称号を得ようとする者に対して一定の試験科目を設けることを望む。
6. 試験の成績を点数により評定する方法を廃止することを望む。
7. 総合大学では各分科間の連絡を保ち総合の実を挙げるよう望む。
8. 大学各分科の均等な発達を期するため適当な施設を設け、人材の登用も各科を通して公平となるよう望む。

その後の成果
- 答申に添った「大学令」（大正7年12月6日勅令第388号）が制定された。
  - 従来の「分科大学」を「学部」に改称。
  - 単科大学の設置を認めた。
  - 公立大学、私立大学の設置を認めた。
  - 私立大学の設置者は財団法人とし、基本財産の国庫への供託が求められた。その金額は単科大学50万円、一学部を加えるごとに10万円の追加を必要とした。

### 師範教育
- 答申（1918.7.24）

概要
1. 師範教育では教育者としての人格を陶冶し、特に忠君愛国の思想の涵養に務めること。
2. 師範学校に高等小学校卒業者を対象とした修業年限2年の予備科を設置すること。その施設は教育会等の施設を利用しても良いこと。
3. 師範学校教員に対し精神的、物質的に優遇の措置を講ずることとし、国庫の援助も実施すること。
4. 小学校教員の男女間比率は相当の割合を確保して養成すること。
5. 師範学校生徒に対する給費額を増額すること。
6. 師範学校用の模範教科書編纂を行うこと。
7. 師範学校の教諭を増員し、附属小学校において地方に適切な教育研究を行わせること。
8. 附属小学校において地方に適切な経済的施設を研究するため各種編制の学級を設けること。また近隣の小学校を利用して農村商工業地等の教育に関する特殊の研究を行うこと。
9. 師範学校訓導と市町村立小学校教員との待遇は均衡なものとすること。
10. 高等師範学校は現状のまま特設し、職員の待遇、内容の改善に務めること。研究科、専攻科を常設とし、普通教育における国民道徳の徹底方法、その他諸般の研究を推進するため教授を増員し設備を充実すること。
11. 師範学校、中学校、高等女学校の教員需要の増加、並びに有資格教員補充の必要性増により、高等師範学校の定員の増加などの適切な方法により、有資格教員の増加を図ること。
12. 高等師範学校生徒に対する給費を復活すること。
13. 文科大学に教育学科を設置し、その施設を完備すること。
14. 教員養成に関し帝国大学と高等師範学校との相互連絡を保ち、なるべくその設備を利用して研究上の便宜を図ること。
15. 教員養成を目的とする官立学校の卒業生については、無試験で師範学校、中学校、高等女学校教員の免許状を与えること。
16. 帝国大学、官立専門学校の卒業生で、専門学科外の教育に関して一定の科目を修了した者にも、上記の内容を適用すること。
17. 現に無試験検定を受ける資格のある学校、また将来文部大臣においてこれと同等と認める学校については、申請により文部省から試験委員を派遣して試験を行い、卒業生に師範学校、中学校、高等女学校教員の免許状を与えること。
18. 教員の試験検定は努めて受検者の便宜を図り、判定については用意周到に行うこと。
19. 師範学校、中学校、高等女学校教員試験検定合格者で実地授業の未経験者については試補の制度を設けること。
20. 高等学校の教員を希望する者については原則として試験検定を行うこと。
21. 師範学校、中学校、高等女学校における実業科目を受持つ教員の資格については、概ね現行制度によること。
22. 実業学校教員の資格については概ね現行制度によること。

その後の成果
1. 1919年8月、東京帝国大学文科大学の教育学1講座を5講座に増加した。
2. 1919年5月、「文部省直轄学校教員養成規定」が制定され、1924年まで、大学学部の教員志願者・高等師範学校専攻科生に月額30円以内、大学院・研究科学生に月額70円以内の学費補助が行われた。
3. 1920年、「高等師範学校生徒学費支給規程」を制定し、専攻科30円、その他25円の学費補助を行った。

### 視学制度
- 答申（1918.7.25）

概要
1. 中央の視学機関として文部省に学事の視察監督を専務とする特別の官職を置き、全国を数区に分けた視学区域を置き、各区域に学事視察官を置くこと。
2. 道庁府県理事官が兼務する視学官を廃止し、専任の学務官を置くこと。
3. 道庁府県視学の増員と、その配置、待遇を改善すること。
4. 郡視学は現状のままとし島庁に選任の島庁視学を置くこと。
5. 文部省視学委員の制度を拡充し道庁府県にも視学委員を設置すること。

その後の成果
1. 1919年4月、督学官の職務を専ら学事の視察監督とした。
2. 1921年以降、督学官の増員が図られた。
3. 地方の視学機関についての改善はほとんど実現しなかった。

### 女子教育
- 答申（1918.10.24）

概要
1. 「教育勅語」の精神を徹底し、日本の家族制度に適合する素養を与えることに務めること。
2. 高等女学校では実際生活に適切な知識能力の養成に努め、特に家事の基礎となる理科の教育に重点を置くこと。
3. 高等女学校・実科高等女学校の入学年齢、修業年齢、学科課程等に関する規定を改正して地方の状況に適切に対応すること。
4. 高等女学校卒業後にさらに高度な教育を希望する者のために、専攻科、高等科の設置を認める。
5. 高等女学校の教科目についてはなるべく選択の範囲を広げること。
6. 高等女学校教員の待遇を改善し優良な人物を招致すること。
7. 女子に適切な実業教育を奨励すること。
8. 男子高等普通教育に関する答申2は、概ね女子教育に関しても必要なものであること。

その後の成果
- 女子教育においては高等女学校の上に専攻科または高等科の制度を認めることで足りるとし、女子の大学制度を認めなかった。

### 実業教育
- 答申（1918.10.25）

概要
1. 実業教育の現制度は概ね現状のままでよいこと。
2. 事業教育の振興を図るため、国庫補助の増額などの方法を講ずること。
3. 実業学校では徳育などを重視して人格の陶冶に務めること。
4. 実業教育に関する行政機関を整備すること。
5. 実業教育に関する規定を実情に適合させ緩和すること。
6. 実業学校と実業界との連絡協力を密にする方策を講ずること。
7. 実業補習教育の益々の普及発展を奨励し、その全部又は一部を義務教育とするよう務めること。
8. 実業補習学校の特に程度の高いものは制度上別に認め、その職員の待遇について配慮すること。

その後の成果
1. 答申に添って「実業学校令」が改正（「実業学校令中改正ノ件」大正9年12月16日勅令第564号）された。主な改正点は (1) 実業学校の目的に「徳性ノ涵養」を追加、(2) 徒弟学校を廃止して工業学校の一種に組入れたこと、(3) 実業補習学校の設置条件を緩和したこと、(4) 学校職員の待遇を公立小学校並みとした12条を削除し改善を図ったこと、などである。
2. 工業学校規定を改正し実業界の要望を取り入れた。主な改正点は (1) 尋常小学校卒業程度修業年限5年の工業学校を認め5年継続の実業的教育を可能としたこと、(2) 実習の重視、(3) 学科目の細分化、(4) 夜間授業を認めたこと、などである。
3. 国庫補助を増額し、1921年以降実業学校が増加した。

### 通俗教育
- 答申（1918.12.24）

概要
1. 通俗教育について審議する調査会を文部省に設置すること。
2. 通俗教育に関する施設の計画、その実行を担当する主任官を文部省に置くこと。
3. 地方団体、教育会などの協力を促すため府県にも主任者を置くよう務めること。
4. 通俗教育の担い手を養成するための施設を設置すること。
5. 善良な読物等の供給を促進する施設を設け、同時に出発物の取締にさらに注意すること。
6. 通俗図書館、博物館等の発達を促し、そこに備つける図書、陳列品について注意を怠らないこと。
7. 通俗講演会を奨励し、その内容を適切なものとすること。
8. 活動写真などの興行物の取締に関する全国的統一準則を設けること。
9. 健全な和洋の音楽を奨励するとともに、俗謡の改善を図ること。
10. 劇場寄席の改善を図ること。
11. 学校外の体育施設を改善しその普及を図るとともに、競技に伴う弊害を除くこと。

その後の成果
1. 1919年、文部省普通学務局に、通俗教育、図書館、博物館、青年団体などの事務を専管する第四課を設置し、1924年に社会教育課に改称。
2. 1921年、文部省官制の「通俗教育」の用語を「社会教育」に改めた。
3. 1925年、「地方社会教育職員制」を定め、道府県に専任の社会教育主事、社会教育主事補が置かれた。
4. 1929年、文部省に社会教育局を設置。文部省と内務省の両者が管轄していた青年団、教化団体に関する事務を社会教育局の専管とし、実業学務局所管の実業補習学校関係事務も担当となり、社会教育行政の一元化を図った。

### 学位制度
- 答申（1919.3.28）

概要
1. 学位は文部大臣の認可を経て官公私立大学が授けるものとする。
2. 学位の種類は文部大臣の認可を経て各大学において定める。
3. 学位は、大学学部研究科で二年以上研究に従事し論文を提出して合格した者、または学位請求論文を提出した大学において同等以上の学力があると認めた者に授けるものとする。
4. 大学が文部大臣に認可を求める際に論文並びに審査の要旨を添付すること。
5. 既に授与された博士号は今後も有効であること。
6. 博士会を廃止すること。
7. 帝国大学総長の推薦による学位は廃止すること。
8. 学位が授与された場合は一定の期間内に論文を印刷公刊すること。

その後の成果
- 答申に添った新しい「学位令」（大正9年7月6日勅令第200号）が制定された。

## 建議

### 兵式体操振興ニ関スル建議
- 決議日 1917.12.

### 教育ノ効果ヲ完カラシムヘキ一般施設ニ関スル建議
- 決議日 1919.1.

## 構成委員等
※1917年9月21日任命
- 総裁　平田東助
- 副総裁　久保田譲
- 委員

- 小松原英太郎
- 一木喜徳郎
- 山川健次郎
- 村上格一
- 阪谷芳郎
- 有松英義

- 江木千之
- 柴田家門
- 高木兼寛
- 手島精一
- 真野文二

- 荒木寅三郎
- 北条時敬
- 木場貞長
- 井上友一
- 田所美治

- 市来乙彦
- 山梨半造
- 嘉納治五郎
- 水野錬太郎
- 兒玉秀雄

- 湯原元一
- 瀬戸虎記
- 水野直
- 早川千吉郎
- 大津淳一郎

- 澤柳政太郎
- 関直彦
- 鎌田栄吉
- 小山健三
- 桑田熊蔵

- 山根正次
- 三土忠造
- 鵜澤總明
- 荘田平五郎
- 成瀬仁蔵

- 幹事長 田所美治
- 幹事
  - 牧瀬五一郎、吉田熊次、下条康麿、武部欽一

### 委員の追加・交代
- 福原鐐二郎（1917.11.13[33]）
- 上山満之進（1917.11.13[33]） → 犬塚勝太郎 （1918.10.12[34]）
- 平沼騏一郎（1917.11.13[33]）
- 平沼淑郎 （1918.4.30[35]）
- 手島精一 → 古市公威（1918.4.30[35]）
- 村上格一 → 平賀徳太郎（1918.7.13[36]）→ 下村延太郎（1918.11.18[37]）
- 有松英義 → 横田千之助 （1918.10.12[34]）
- 兒玉秀雄 → 高橋光威 （1918.10.12[34]）
- 市来乙彦 → 神野勝之助（1918.10.12[34]）
- 山梨半造 → 菊池慎之助 （1918.10.30[38]）